# Glottiphyllum oligocarpum
Glottiphyllum oligocarpum es una especie de planta suculenta perteneciente a la familia de las aizoáceas. Es originaria de Sudáfrica.

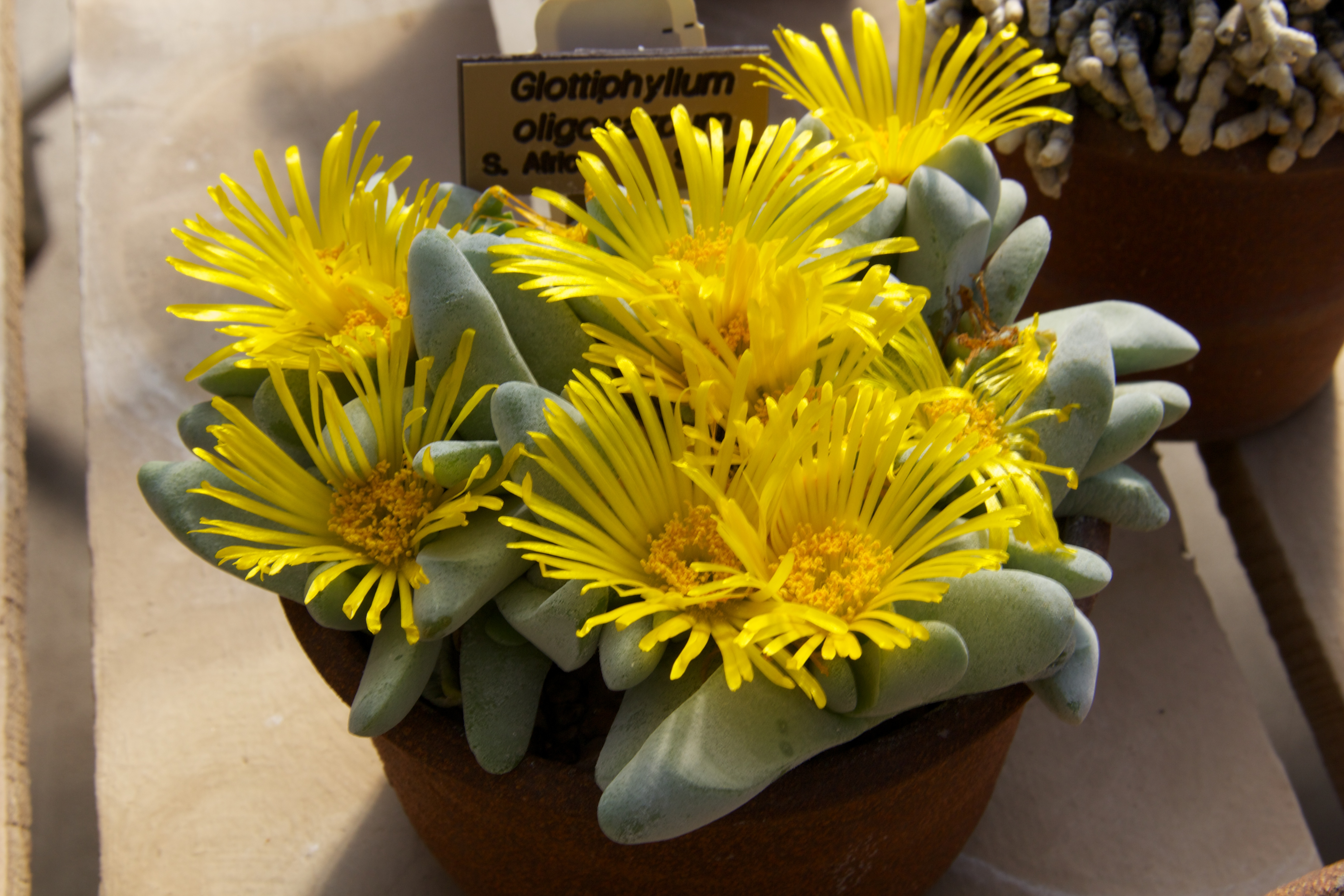
Vista de la planta

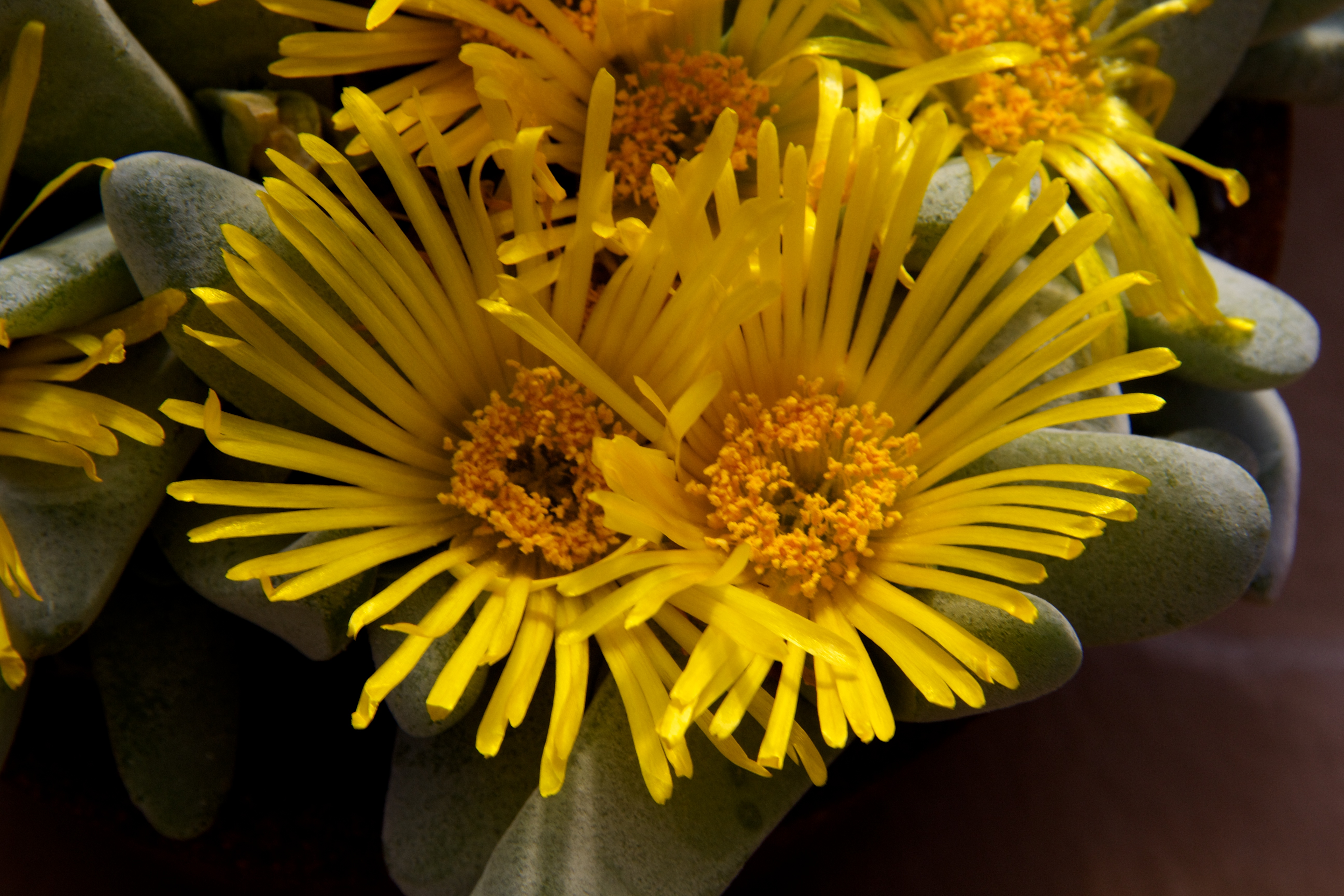
Flores

## Descripción
Es una pequeña planta suculenta perennifolia de pequeño tamaño que alcanza los 4 cm de altura. Las plantas tienen hojas gruesas y suaves, dispuestas en pares, postradas o rastreras. Cada hoja está cubierta con una capa cerosa blanca que se puede frotar. La hoja es gruesa con márgenes suavemente redondeados. Los tallos se ramifican hasta que la planta forma un grupo. Tienen rizomas. Las flores son amarillas con pétalos estrechos, a veces perfumadas, de hasta 5 cm de diámetro. Los frutos sin tallo tienen bases cónicas suaves y se caen de la planta cuando se secan, convirtiéndose en frutos caídos y esparciendo las semillas. Los frutos tienen valvas altas y sin aristas con un máximo de ocho lóculos.
Esta especie se parece a su pariente cercano Glottiphyllum nelii, que se superpone en su rango, pero crece principalmente hacia el norte en el Gran Karoo. Sin embargo, G.nelii tiene hojas brillantes, sin ninguna cobertura cerosa pálida y, a menudo, tiene líneas translúcidas a lo largo de los márgenes de las hojas. G.nelii también tiene menos ramas y menos hojas por rama.

## Distribución y hábitat
Esta especie crece en el Cabo Occidental, Sudáfrica a una altitud de 370 - 1020  metros y se encuentra en llanuras de cuarzo abiertas, en el árido noreste del Pequeño Karoo ("Steytlerville Karoo") y la esquina sureste del Gran Karoo.

## Taxonomía
Glottiphyllum oligocarpum fue descrito por Harriet Margaret Louisa Bolus y publicado en Notes Mesembryanthemum 2: 450 1934.
Etimología
Glottiphyllum: nombre genérico que proviene del griego "γλωττίς" ( glotis = lengua) y "φύλλον" (phyllos =hoja ).
oligocarpum: epíteto latino que significa "con pocos frutos".